# Епархия Секешфехервара
Епархия Секешфехервара (венг. Székesfehérvári Egyházmegye, лат. Dioecesis Albae Regalensis) — католическая епархия латинского обряда в Венгрии с центром в городе Секешфехервар. Входит в состав митрополии Эстергом-Будапешт.
Епархия основана 16 июля 1777 года. К новой епархии отошли территории ранее принадлежавшие диоцезам Дьёра и Веспрема.
По данным на 2004 год в епархии насчитывалось 435 700 католика (50,7 % населения), 105 священников и 144 прихода. Кафедральным собором епархии является собор святого Иштвана в Секешфехерваре, имеющий статус малой базилики. С 2003 года епархию возглавляет епископ Антал Шпаньи (венг. Spányi Antal).

## Ординарии
- Йожеф Вурум (Vurum József): 1816—1822
- Имре Фаркаш (Farkas Imre): 1851—?
- Винце Йекельфалушши (Jekelfalussy Vince): 1867—1874
- Нандор Дулански (Dulánszky Nándor): 1875—1877
- Янош Пауэр (Pauer János): 1879—?
- Дьюла Вароши (Városy Gyula): 1901—1905
- Оттокар Прохазка (Prohászka Ottokár): 1905—1927
- Лайош Шхвои (Shvoy Lajos): 1927—1968
- Имре Кишберк (Kisberk Imre): 1974—1982
- Дьюла Сакош (Szakos Gyula): 1982—1991
- Нандор Такач (Takács Nándor): 1991—2003
- Антал Шпаньи (Spányi Antal): 2003-